# Блафтон (Минесота)
Блафтон (енгл. Bluffton) град је у америчкој савезној држави Минесота.

## Демографија
По попису из 2010. године број становника је 207, што је 3 (-1,4%) становника мање него 2000. године.
| Група             | 2000.       | 2010.       |
| Белци             | 208 (99,0%) | 199 (96,1%) |
| Афроамериканци    | 0 (0,0%)    | 0 (0,0%)    |
| Азијати           | 0 (0,0%)    | 1 (0,5%)    |
| Хиспаноамериканци | 0 (0,0%)    | 3 (1,4%)    |
| Укупно            | 210         | 207         |